# Мунд (візантійський полководець)
Мунд (д/н — 536) — військовий діяч Остготського королівства і Візантійської імперії.

## Походження
Різні античні автори дають різні вказівки на етнічну приналежність Мунда. Йорданес визначає Мунда як «належного до Аттіланів», тобто гунів (Jord. Get. 301), тоді як Іван Малалас (розділ 450) і Теофан Сповідник (AM 6032) ідентифікують Мунда як сина короля Гепіди, тоді як Прокопій просто каже, що він був варваром.
Просопографія Пізньої Римської імперії стверджувала, що оскільки Mundo має гуннське походження, а Mundus має гепідське походження, вони не можуть бути однією особою, аргумент, який відкинули Патрік Аморі та Стефан Краучік. Браян Крок стверджував, що Мунд походить із конфедерації гунів. Натомість Стефан Краутчик припускає, що королівська родина Гепідів і династія Гунів, ймовірно, були пов'язані шлюбом. Згідно з Аморі, Мундус міг мати предків, які вважали себе гепідами та гунами.

## Життєпис
Походив зі знатного гепідського (або гунського) роду. Син короля Гієсма. Коли останній помер на початку 480-х років Мунд був ще доволі малим, тому владу над гепідами отримав його стрийко Трапстіла. Той загинув у війні з остготами у 488 році. Але й тоді Мунд не зміг стати королем, оскільки владу отримав його стриєчний брат Тразаріх.
Близько 500 року Мунд втік з королівства гепідів на правий берег Дунаю. Тут він зібрав військо з місцевих селян і розбійників, з яким нападав як на землі гепідов, так і на області Візантійської імперії. У 504 році Мунд підтримав остготів під час війни Теодориха Великого з Тразаріхом. В результаті останній зазнав важкої поразки. У 505 році Мунд брав участь у поході остготів на чолі із комітом Пітцею проти візантійців. Відзначився у битві біля Гореум Маргі (колишня римська провінція Паннонія Друга, сучасна Сербія), де було переважено візантійського консула Флавія Сабініана.
Слідом за цим остаточно перейшов на службу до остготів. Перебував в Італії до смерті короля Теодориха. У523 році на чолі гепідського загону брав участь у війні проти Королівства бургундів. У 526 році зі зміною влади в Остготському королівстві залишає Італію та перебирається до придунайської області, де очолив рештки гепідів. Деякі розглядають, що він мав титул короля. Втім це сумнівно з огляду на збереження влади остготів над Правобережній Гепідії.
У 529 році звернувся до імператора Юстиніана I, пропонуючи тому свою службу, що й було прийнято. Мунда було призначено magister militum per Illyricum (військовим магістром Іллірику, діоцезу Паннонія). На цій посаді керував обороною придунайських земель. Боровся переважно проти нападів булгар і слов'янських племен. У 530 році на чолі гепідів та герулів спробував захопити для Візантії місто Сірмій (належав тоді остготам), але зазнав невдачі.
У 531 році змінив на посаді magister militum per Orientem (військового магістра Сходу) Велісарія, що тоді зазнав поразки від персів. Але ледве встиг вирушити до нового місця, як у 532 році знову призначено magister militum per Illyricum. Того ж року спільно з Велізарієм придушив повстання Ніка.
У 535 році на чолі військ рушив суходолом проти Остготського королівства (в цей час Велізарій висадився в Італії). Спочатку Мунд захопив більшу частину Далмації разом з головним місцем Салоною. Втім у 536 році зіткнувся тут з новою ворожою армією. Бої точилися за Салону. В одній із сутичок загинув син Мунда — Маврикій. У відповідь Мунд завдав поразки остготам, але й сам загинув.